# Maar (Feuchtgebiet)

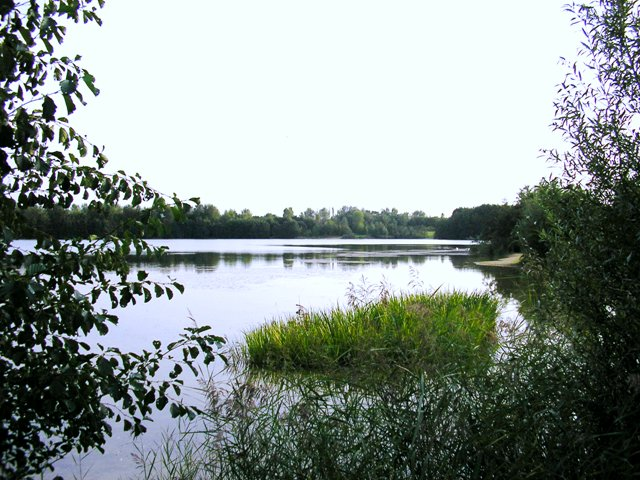
Das Peringsmaar, ein künstliches Maar

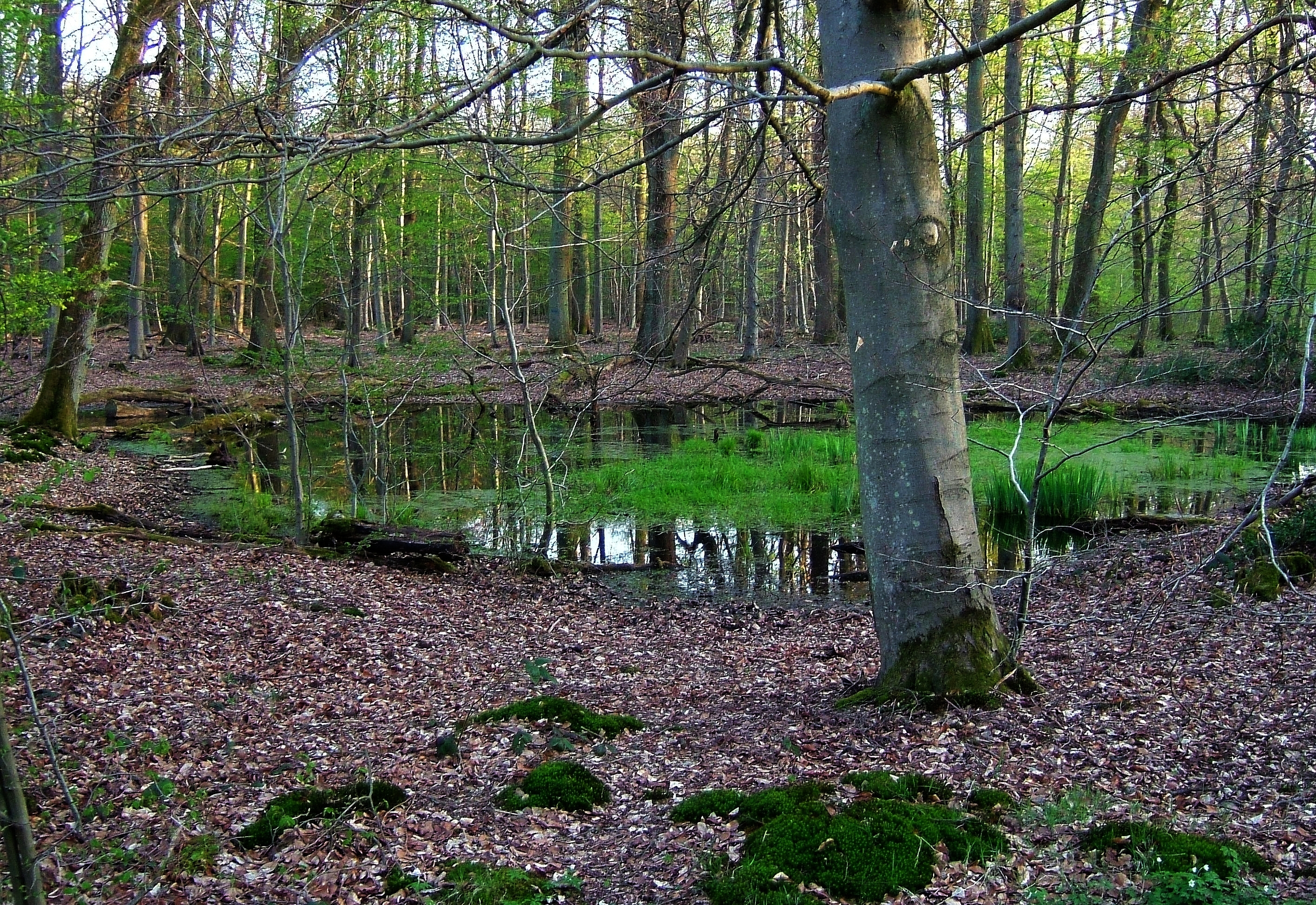
Maar im Kottenforst bei Bonn

Die Maar (von niederfränkisch mâr, auch môr oder mêr, vgl. Moor, Meer, Marsch) ist in der Region Niederrhein, in der Ville und in der Eifel von alters her die allgemeine Bezeichnung  für ein Feuchtgebiet (Sumpf, Moor, Au- oder Bruchwald, Feuchtwiese, Ried) oder ein Stillgewässer (See, Teich, Weiher).  Eine Maar kann sowohl einen natürlichen Ursprung haben, als auch künstlich angelegt worden sein. Viele solche Feuchtgebiete stehen inzwischen unter Naturschutz. Davon zu unterscheiden ist die fachsprachliche Bezeichnung das Maar: eine Erdmulde vulkanischen Ursprungs. 

## Beispiele
- Bellinghovener Maar in Bellinghoven[2]
- Hottorfer Maar in Hottorf
- Peringsmaar bei Bergheim
- Fürstenberg-Maar bei Kerpen
- Zieselsmaar und Beller Maar bei Hürth
- Villenhofer Maar bei Brühl
- Schwalbenmaar und Herrenmaar bei Merten
- Sülsmaar und Rote Maar bei Weilerswist
- Edelmaar, Urschmaar, Wartenmaar, Kreuzmaar, Hellenmaar und Verbrannte Maar bei Metternich
- Ortschaft Schwarzmaar bei Müggenhausen (Gemeinde Weilerswist)
- Driesbohmsmaar und Rietmaar, sowie Heckelsmaar, Burg-Eldern-Maar, Duvenmaar, Bocksmaar, Renner Maar, Ballenmaar, Kottengrover Maar und Pfaffenmaar im Kottenforst bei Heimerzheim
- Apfelmaar, Kakatzmaar und Wöbbelchesmaar im Kottenforst bei Alfter
- Königsmaar im Kottenforst an der Flerzheimer Allee östlich Bahnhof Kottenforst
- Rehsprungmaar im Kottenforst an der Weingartsbahn südwestlich Röttgen
- Uhlshover Maar und Pescher Maar bei Ollheim
- Kölnmaar bei Buschhoven
- Rodder Maar bei Rodder in der Eifel
- Kleines Maar bei Ehlenz in der Eifel